# Ödön Bodor
Ödön Bodor (Kapuvár, 24 ottobre 1882 – Budapest, 22 gennaio 1927) è stato un velocista, mezzofondista e calciatore ungherese.

## Biografia
Nel 1908 prese parte ai Giochi olimpici di Londra: dopo aver vinto la propria batteria sugli 800 metri piani davanti allo statunitense Jim Lightbody, vincitore dell'oro a Saint Louis 1904, nella finale, pur battendo il precedente record di Lightbody (1'56") correndo in 1'55"4, raggiunse il quarto posto. Vinse la medaglia di bronzo nella staffetta olimpica (200 + 200 + 400 + 800 metri) con Pál Simon, Frigyes Mezei e József Nagy: Bodor corse gli ultimi 800 metri.
Bodor corse anche i 1500 metri piani, ancora contro il detentore Lightbody, questa volta arrivando ottavo su nove. Prese parte alle Olimpiadi di Stoccolma 2012, senza andare a medaglia.
Bodor giocava anche a calcio: iniziò la carriera nel 1900, facendosi tesserare dall'Újpest.

## Palmarès
| Anno | Manifestazione  | Sede      | Evento             | Risultato     | Prestazione | Note |
| ---- | --------------- | --------- | ------------------ | ------------- | ----------- | ---- |
| 1908 | Giochi olimpici | Londra    | 800 metri piani    | 4º            | 1'55"4      |      |
| 1908 | Giochi olimpici | Londra    | 1500 metri piani   | elim. qualif. | n/d         |      |
| 1908 | Giochi olimpici | Londra    | Staffetta olimpica | Bronzo        | 3'32"5      |      |
| 1912 | Giochi olimpici | Stoccolma | 100 metri piani    | elim. qualif. | n/d         |      |
| 1912 | Giochi olimpici | Stoccolma | 200 metri piani    | elim. qualif. | n/d         |      |
| 1912 | Giochi olimpici | Stoccolma | Staffetta 4x400    | elim. qualif. | 3'29"4      |      |